# Nancy Reno
Nancy Reno (Elmhurst, 24 de diciembre de 1965) es una deportista estadounidense que compitió en voleibol, en la modalidad de playa.
Ganó una medalla de bronce en el Campeonato Mundial de Vóley Playa de 1997. Participó en los Juegos Olímpicos de Atlanta 1996, ocupando el quinto lugar en el torneo femenino.

## Palmarés internacional
| Campeonato Mundial | Campeonato Mundial           | Campeonato Mundial | Campeonato Mundial |
| Año                | Lugar                        | Medalla            | Pareja             |
| ------------------ | ---------------------------- | ------------------ | ------------------ |
| 1997               | Los Ángeles (Estados Unidos) | Medalla de bronce  | Karolyn Kirby      |